# Claudio Vacca
Claudio Vacca (24 ottobre 1915 – 28 gennaio 1995) è stato un calciatore e allenatore di calcio argentino, di ruolo portiere.

## Carriera
Portiere elegante e dalle parate impossibili. Così lo ricordano i suoi tifosi. Cresciuto nell'Huracan divenne grande con il Boca Juniors, squadra nella quale ha passato, tranne un anno al Atlanta e gli ultimi anni al Defensor Sporting, tutta la carriera. Con questa squadra ha giocato oltre 200 partite vincendo 2 titoli nazionali. Ha giocato 7 partite in nazionale, vincendo la Copa América.

## Palmarès

### Club
- Campionato argentino: 2

Boca Juniors: 1943, 1944

### Nazionale
- Coppa America: 1

1946